# Лисичка (приток Вытебети)
Лисичка — река в России, протекает по Калужской и Орловской областям. Левый приток реки Вытебеть.

## География
Река Лисичка берёт начало в лесах восточнее села Теребень Хвастовичского района Калужской области. Течёт на юго-восток через сосновые и берёзовые леса, пересекает границу с Орловской областью. Устье реки находится в 85 км от устья Вытебети. Длина реки составляет 13 км, из них 5,3 км река течёт по территории Калужской области.

## Данные водного реестра
По данным государственного водного реестра России относится к Окскому бассейновому округу, водохозяйственный участок реки — Ока от города Белёв до города Калуга, без рек Упа и Угра, речной подбассейн реки — бассейны притоков Оки до впадения Мокши. Речной бассейн реки — Ока.
Код объекта в государственном водном реестре — 09010100512110000020049.